# Egységes európai közbeszerzési dokumentum
Az egységes európai közbeszerzési dokumentum (röviden: EEKD, angolul: European Single Procurement Document, ESPD) az Európai Bizottság által meghatározott formanyomtatvány. Az ESPD a 2014-ben induló európai közbeszerzési reform fontos új eleme volt, a magyar jogba a 2015. évi CXLIII. törvény vezette be. Célja a közbeszerzési eljárások egyszerűsítése, gyorsítása, olcsóbbá és rugalmasabbá tétele, azaz az adminisztratív terhek csökkentése.
Az ESPD a kizáró okokkal és az alkalmassággal kapcsolatos előzetes igazolást szolgálja.

## Története
2014 előtt az ajánlattevőknek már a közbeszerzési eljárásra való jelentkezésükkor számos hatóság és más személy (pl. iskolák vagy korábbi megrendelők) által kibocsátott igazolással kellett alátámasztaniuk, hogy megfelelnek a közbeszerzési törvény és az ajánlatkérő előírásainak, azaz pénzügyi helyzetük, alkalmasságuk és képességeik megfelelőek a szerződés teljesítéséhez. Az ESPD szakított ezzel a szemlélettel és a nyilatkozati elvet helyezte a középpontba. A nyilatkozati elv szerint az ajánlattevőnek elég az Európa-szerte használt ESPD-nyilatkozatot megtennie. Igazolnia pedig az ESPD-ben foglalt adatokat és nyilatkozatokat csak akkor kell, ha az ajánlatok bírálata és értékelése során nyertes ajánlattevő lesz. Mindez az ajánlatkérő terheit is csökkenti, mivel csak a nyertes nyilatkozataival és igazolásaival kell foglalkoznia, a többi ajánlattevőével nem.
Az ESPD megnevezésében szereplő „egységes” szó arra utal, hogy a korábbi számtalan formanyomtatvány, igazolás és nyilatkozat helyébe egyetlen jól strukturált formanyomtatvány lépett. Az „európai” kifejezés pedig azt jelenti, hogy az Európai Unióban az uniós értékhatárt elérő közbeszerzéseknél kötelező az ESPD használata.

## Tartalma
Az ESPD nyomtatvány főbb részei:
- I. rész: A közbeszerzési eljárás és az ajánlatkérő adatai: ajánlatkérő neve, beszerzés tárgya stb.
- II. rész: A gazdasági szereplő adatai: kapcsolattartó neve, emailcím, telefon stb.
- III. rész: Kizárási okok: büntetőítéletekkel, adófizetési vagy a társadalombiztosítási járulék fizetésére vonatkozó kötelezettség megszegésével, fizetésképtelenséggel, összeférhetetlenséggel vagy szakmai kötelességszegéssel stb. kapcsolatos okok.
- IV. rész: Kiválasztási szempontok: ajánlattevő alkalmassága, gazdasági és pénzügyi helyzete, technikai és szakmai alkalmassága, megkövetelt minőségbiztosítási rendszerek és környezetvédelmi vezetési szabványok.
- V. rész: Az alkalmasnak minősített részvételre jelentkezők számának csökkentése.
- VI. rész: Záró nyilatkozat: arról, hogy az ESPD-ben megadott információk pontosak és helytállóak, továbbá hogy hozzájárul az ajánlattevő, hogy az ajánlatkérő kezelje bizonyos adatait.

## Elektronikus közbeszerzés
Az ESPD hatékonyságát növeli az elektronikus közbeszerzés általánossá válása. Az ajánlattevő a 2018 óta működő  elektronikus közbeszerzési rendszerben (EKR) néhány kattintással teheti meg az ESPD-be foglalt előzetes nyilatkozatait.

## Kapcsolódó jog
- A BIZOTTSÁG (EU) 2016/7 VÉGREHAJTÁSI RENDELETE (2016. január 5.) az egységes európai közbeszerzési dokumentum formanyomtatványának meghatározásáról. EurLex. (Hozzáférés: 2019. április 5.)
- A közbeszerzésekről szóló 2015. évi CXLIII. törvény, 3. § 5. pont. Wolters Kluwer, net.jogtar.hu. (Hozzáférés: 2019. április 5.)

## Kapcsolódó irodalom
- A közbeszerzésekről szóló 2015. évi CXLIII. törvény kommentárja. Budapest: Magyar Közlöny Lap- és Könyvkiadó Kft., 12, 185. o. (2019). ISBN ISBN 978-615-5710-65-0